# Cashtal yn Ard
Cashtal yn Ard (w języku manx „Zamek na Wzgórzu”) – neolityczny grobowiec znajdujący się w pobliżu Maughold w północno-zachodniej części Wyspy Man.

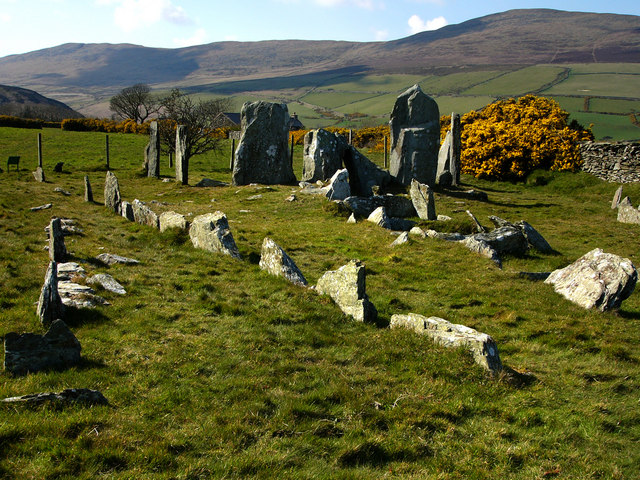
Cashtal yn Ard

Datowany na schyłkowy neolit (ok. 2000 p.n.e.), zorientowany w kierunku zachodnim grobowiec składa się z przedsionka oraz pięciu komór grobowych. Pierwotnie całość nakryta była nasypem kamiennym (cairn), który został jednak w ciągu wieków rozebrany na budulec. Do czasów współczesnych zachowały się tylko głazy z obstawy komór.
Podczas wykonanych w 1885 roku pierwszych badań sondażowych stanowiska odkryto fragmenty kostne: czaszkę, kość szczęki oraz ząb. W latach 30. XX wieku prace wykopaliskowe w Cashtal yn Ard przeprowadził prof. H.J. Fleurs wraz z G.J. Nellym, odnajdując fragmenty neolitycznej ceramiki oraz liczne kamyki morskie.